# Programa infantil

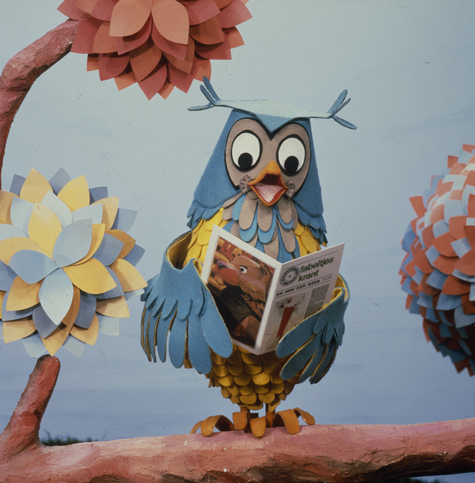
Meneer de Uil em Fabeltjeskrant, um programa infantil.

Programa infantil é um tipo de programa de televisão destinado e comercializado ao público infantil. É normalmente transmitido durante as manhãs e tardes, ou por vezes no começo da noite para as crianças que frequentam a escola. O propósito de tais programas é em primeiro lugar o entretenimento, embora existam aqueles com conteúdo educativo.
Em tempos mais antigos eram comuns haverem variedades em programas infantis brasileiros, com vários quadros, músicas e esquetes das quais eram vistas por clássicos como Bozo, Xou da Xuxa, Disney Cruj, Xuxa no Mundo da Imaginação, entre outros principalmente durante as décadas de 1970 até a década de 2000.
Recentemente, esse tipo de programação passa por uma crise, especialmente em sua veiculação pela televisão aberta, a qual diminui progressivamente em comparação com a audiência dos canais pagos por assinatura, chegando até mesmo a serem cortados ou utilizados apenas como meros tapa-buracos.

## Controvérsias
A programação infantil na televisão brasileira enfrentou um declínio devido às proibições de propagandas direcionadas ao público infantil impostas pelo Conselho Nacional de Autorregulamentação Publicitária (CONAR). Essas restrições foram implementadas como resposta a críticas sobre uma suposta agressividade e um suposto excesso de publicidade infantil.
Alguns críticos, como os comunicadores Marcelo Tas e Danilo Nogy, expressaram preocupações sobre a falta de programação infantil na TV aberta, alegando que a proibição de publicidade afetou negativamente a oferta de conteúdo para crianças. Tas destaca a importância da regulação da publicidade, mas argumenta que o excesso levou à extinção da programação infantil nos canais abertos.
Nogy destaca a influência do Conar, mencionando que, embora não tenha poder legal, suas decisões têm um peso considerável, e os comerciais retirados por ele são prontamente removidos. Ele também questiona a suposição de que todas as crianças têm acesso à internet, argumentando que isso não reflete a realidade de muitas famílias.
Ambos entendem que a proibição de publicidade infantil resultou na falta de opções para o público infantil na televisão, deixando as crianças sem alternativas de programação adequada sendo expostas à conteúdos agressivos e impróprios para esse público. Eles destacam a importância de oferecer alternativas de entretenimento seguras e educativas para as crianças, enfatizando as consequências negativas da ausência de programação infantil na TV aberta.
Em contrapartida, defensores da medida, como Ekaterine Karage-orgiadis, advogada do Instituto Alana, enfatizam a necessidade de encerrar a publicidade direcionada ao público infantil, independentemente do produto.
Desde novembro de 2023, representantes das emissoras de televisão e do mercado publicitário brasileiro têm buscado flexibilizar as restrições, alegando a necessidade de restaurar um "ecossistema midiático" prejudicado pelas atuais regulamentações. A intenção é adaptar-se às mudanças no comportamento do público jovem, mantendo a atratividade da TV aberta, mesmo diante da crescente migração para plataformas de vídeo online.

### Reações das emissoras de televisão aberta
O anúncio do SBT sobre o encerramento do programa infantil Bom Dia e Cia, em abril de 2022, após 29 anos de exibição, trouxe à tona discussões sobre a ausência de programação infantil na televisão aberta. 
A decisão foi atribuída à significativa queda de audiência nos últimos anos, supostamente devido ao fácil acesso das crianças à internet. O diretor de negócios e marketing do SBT, Fred Müller, destacou os desafios comerciais de ajustar o conteúdo infantil às demandas dos clientes e às regulamentações do CONAR.
O SBT disse que planeja uma nova fase de conteúdo infantil, com enfoque em dramaturgia e programação diversificada. O canal também investe na TV Zyn, voltada para a geração Z, e redes sociais como Instagram, Facebook e TikTok.
Em contraste, a Globo optou por direcionar seu conteúdo infantil para canais por assinatura, como Gloob e Gloobinho, além de plataformas como Globoplay e Giga Gloob, após o fim da TV Globinho em 2015. A emissora afirmou que sua programação aberta é multigeracional, adaptada para crianças e jovens, com foco em novelas, futebol, filmes e realities.
Atualmente a maioria dos programas infantis é constituída apenas por apresentar desenhos animados e séries tokusatsu como Sábado Animado , Band Kids, Record Kids e Quintal da Cultura, considerados clássicos da geração atual. Com exceção de Sábado Animado e Quintal da Cultura, os demais são utilizados como "tapa buracos"ocasionais na grade de programação de suas respectivas emissoras e/ou exibidos apenas em regiões sem programação local.

### Consequências
O jornalista Thiago Forato, em sua coluna no Na Telinha, do UOL, abordou a falta de opções para crianças na programação televisiva, citando programas icônicos como Xou da Xuxa, TV Colosso, Bom Dia & Cia, Bozo e TV Globinho, que marcaram a infância de muitos espectadores. Forato destaca que, além da TV Cultura, poucas emissoras mantêm programação infantil, com a maioria das opções deslocando-se para TVs por assinatura e plataformas online.
A resolução de 2014 do Conselho Nacional dos Direitos da Criança e do Adolescente (CONANDA), que proíbe a publicidade infantil, é apontada como uma das razões para o declínio desses programas. O jornalista observa a resistência do SBT em manter programas infantis, como o Sábado Animado, embora o Bom Dia & Cia tenha sido encerrado em 2022, citando problemas de audiência e falta de retorno financeiro.
Forato sugere que a falta de interesse das emissoras em se reinventar para atender às demandas atuais e a ausência de estratégias para contornar as restrições à publicidade infantil contribuíram para o desaparecimento da programação infantil na TV aberta. Ele também menciona brevemente a proposta de flexibilização das leis de publicidade infantil por Sérgio Moro, embora tenha sido abandonada após sua saída do governo.
O jornalista antecipa que as consequências desse cenário podem estar refletidas na crescente popularidade das plataformas de streaming, sugerindo que as gerações mais jovens estão migrando para conteúdos sob demanda, dada a lacuna deixada pela programação infantil na televisão aberta.